# Basinkomst
Basinkomst, även kallat medborgarlön eller grundinkomst, är en idé om ett annorlunda välfärdssystem som florerat länge i samhällsdebatten, i Europa men också i andra delar av världen. 
Kärnan i idén eller konceptet är att det offentliga (vanligen staten) garanterar alla medborgare en regelbunden ekonomisk grundtrygghet utan några som helst krav (förutom ålder och medborgarskap eller liknande). Detta kan enligt teorin eller konceptet ske i form av lika utbetalningar till alla (eller åtminstone lika för alla vuxna i arbetsför ålder, ofta tänker man sig andra nivåer för barn och äldre) eller en inkomst som varierar med lönen. 
Systemet antas ge incitament till arbetsdelning, men också underlätta för dem som vill byta jobb, småföretagare och ideellt arbetande. Dessutom antas basinkomst bidra till demokratins och kulturlivets vitalisering och en socialt hållbar utveckling. Försöksverksamheter och etablerade varianter har förekommit sedan 1970-talet, i länder som USA, Kanada, Finland, Indien, Kenya och Uganda, med positiva resultat. Villkorslösa utbetalningar till alla medborgare har förekommit i USA under covidpandemin 2020-21. 
Basinkomst kan enligt förespråkarna bidra till ett bättre samhällsklimat och mer tillit.. Andra fördelar, särskilt i fattiga länder, är att system av det här slaget anses kunna motverka och dämpa utanförskap, ohälsa, kriminalitet, barnarbete och prostitution.
I debatten föreslås olika former av finansiering, se nedan för olika exempel. Grunden, åtminstone i utvecklade länder med utbyggd välfärdsstat, är dock ofta neddragningar i de existerande välfärdssystemen, dvs systemen för bidrag och avdrag mm. Detta eftersom basinkomst anses kunna ersätta och förenkla stora delar av dessa system. 
Basinkomst som idé har förekommit sedan 1700-talet och har i modern tid förespråkats av många nobelbelönade ekonomer från höger till vänster (Milton Friedman, Joseph Stiglitz med flera) och tänkare som arbetskritikern Bertrand Russell och Martin Luther King. Carole Pateman och Nancy Fraser har argumenterat för att basinkomst är mycket bra för kvinnor ur ett feministiskt perspektiv.
Till den vanligaste kritiken mot basinkomst hör invändningar om att "det blir för dyrt".

## Historia

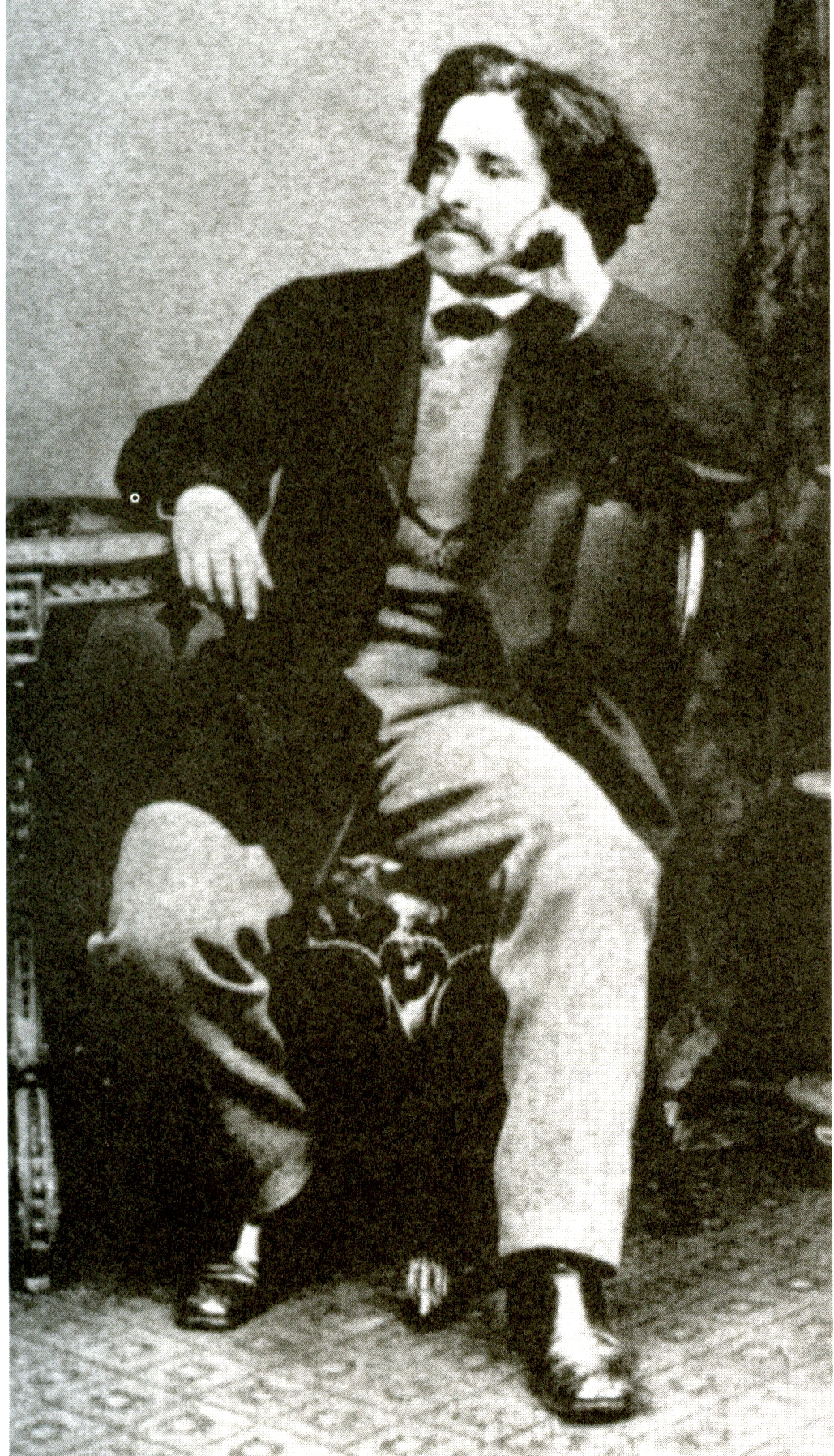
Arbetskritikern Paul Lafargue (1871), kritiserade vad han ansåg vara ett galet och oproduktivt vurmande för arbete i samhället.

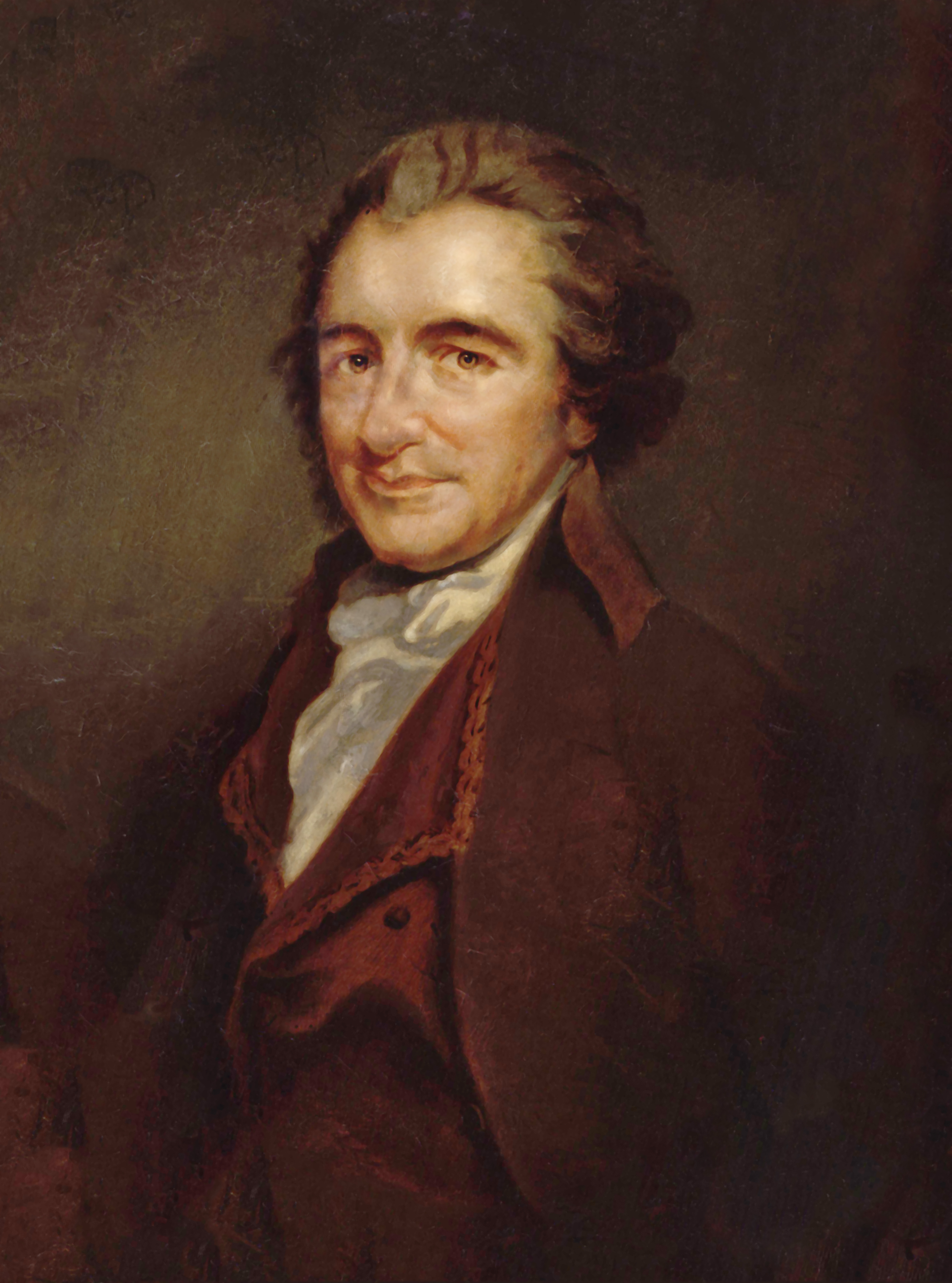
Thomas Paine, tidig förespråkare av basinkomst.

### Den äldre historien
Tidiga tänkare som berört tanken var Aristoteles, Thomas More och Juan Luis Vives. Det första konkreta förslaget på basinkomst, inklusive finansiering, stod Thomas Paine för i boken Agrarian Justice (1796). I Paines variant finansierades basinkomsten, som skulle utgå i form av en klumpsumma i samband med myndighetsdagen, av en skatt på arv. Enligt Paine var det orättvist att vissa föddes rika (med tillgång till bördiga marker som de fick i arv), medan andra föddes fattiga.

### 1920–1980
Under mellankrigstiden förekom en debatt om basinkomst i Storbritannien och i viss mån övriga anglosaxiska länder, vilket utförligt har dokumenterats av historikern Valter Van Trier i boken Every One A King. Framträdande under 1920- och 1930-talen var bland andra Major C. H. Douglas, som grundade den så kallade social credit-rörelsen. Under 1940- och 1950-talen var debatten i huvudsak sval. Dock med ett betydande undantag. Juliet Evangeline Rhys-Williams, en framträdande brittisk skribent och politiker, argumenterade under denna period för att skatte- och bidragssystemen borde integreras för att därigenom möjliggöra minskade bidragsfällor och fattigdom. Hon myntade begreppet negativ inkomstskatt för att lättare kunna förklara detta. 
Rhys-Williams idéer förebådade den amerikanska debatten, inte minst bland ekonomer, under 1960- och 1970-talen. Den amerikanska debatten engagerade ett flertal mycket välrenommerade ekonomer, däribland James Tobin, Paul Samuelson och John Kenneth Galbraith. Tillsammans med omkring 1200 andra ekonomer skrev de ett dokument eller en appell till USA:s kongress där de föreslog basinkomst i form av negativ inkomstskatt, som gick igenom i representanthuset men föll i senaten. Under 1960- och 1970-talen genomfördes även fyra storskaliga experiment med negativ inkomstskatt under ledning av Richard Nixon. Experimenten visade bland annat att mycket få heltidsarbetare jobbade mindre. Att försöken inte följdes upp berodde väsentligen på en ökad skilsmässofrekvens i det progressiva Seattle,  något som vid senare studier av materialet visat sig felaktigt. Ett försök med negativ inkomstskatt i Canada på 1970-talet har utvärderats på senare tid och befunnits visa på många förbättringar.

### 1980-talet och framåt
Folkomröstningen om basinkomst i Schweiz 2016 var en stor händelse i basinkomstvärlden. Flera stora medier, runtom i världen, uppmärksammade det hela. Resultatet blev dock som väntat ett klart nej till det föreslagna tillägget till konstitutionen. Ett tillägg som i korthet, enligt planen, skulle garantera ovillkorlig basinkomst till samtliga medborgare på en hög nivå.
Andrew Yangs kampanj för basinkomst, eller "Freedom Dividend", i det amerikanska presidentvalet 2020, har lett till ett starkt uppsving för debatten i USA

## Förespråkande organisationer och politiska partier
Sedan början av 1980-talet har navet för den akademiska debatten om medborgarlön varit de konferenser som anordnats av BIEN, Basic Income Earth Network, tidigare Basic Income European Network. En av de mest drivande i BIEN har genom åren varit den belgiske filosofen Philippe Van Parijs som skrivit flera böcker, bland annat Real Freedom for All: What (if Anything) can Justify Capitalism? (1995). Vid sidan om BIEN har det även uppkommit ett flertal nationella nätverk och organisationer, som svenska Basinkomst.nu. Partier och partigrupper som visat ett särskilt intresse för idén är främst gröna partier och piratpartier, men det finns även vänsterpartier och liberala partier som visat intresse.

## Nationella och delstatliga system samt pilotprojekt
Genom Alaskas Permanenta Fond får alla vuxna medborgare i Alaska sedan 1982 en låg och regelbunden basinkomst. Nivån varierar men har de senaste åren legat på omkring 1 000 dollar per år.
Iran införde en nationell basinkomst hösten 2010 istället för de subventioner av bränsle och andra förnödenheter som landet haft i årtionden för att minska fattigdomen.
Brasiliens välfärdsprogram Bolsa Familia är ett fattigdomslindrande system som liknats vid basinkomst. Det finns dock vissa villkor med detta bidrag, förutom att det bara ges till fattiga familjer. Däribland att barnen i familjen måste gå i skolan.
Ett basinkomstliknande försök har genomförts i Finland 2017-18.
Pilotprojekt på bynivå har genomförts i Namibia och Indien. Pilotförsök pågår även i Nederländerna och Frankrike. I Ontario, Kanada, påbörjades ett pilotförsök med 4 000 personer under 2018, men försöket avbröts dock redan efter några månader.
Organisationen Give Directly genomför basinkomstprojekt i flera afrikanska länder med kontrollgrupper och noggranna utvärderingar och når goda resultat.

## Finansiering
I länder med utbyggda välfärdssystem, bidrag och socialförsäkringar, är en grundidé att många av dessa system kan avskaffas eller bantas i samband med införandet av basinkomst. Olika forskare, debattörer, partier och tankesmedjor har föreslagit bland annat följande för finansiering utöver detta:
- landskatt[17]
- robotskatt[18]
- produktionsskatt
- utsläppsrätter
- tobinskatt
- konsumtionsskatt
- penningreform[19]
- demurrage
- energiskatt
- punktskatt
- miljöskatt
- platt skatt
- helikopterpengar
- högre beskattning av rika
- minskade militärutgifter
- finansiering med hjälp av kryptovalutor

## Basinkomst i olika länder och regioner i världen
Europa:
- Basinkomst i Norden
- Basinkomst i Spanien
- Basinkomst i Belgien och Nederländerna
- Basinkomst i Storbritannien
- Basinkomst i Italien
- Basinkomst i Tyskland
- Basinkomst i Schweiz

Asien, Mellanöstern och Oceanien:
- Basinkomst i Sydasien
- Basinkomst i Mellanöstern
- Basinkomst i Japan
- Basinkomst i Australien och Nya Zeeland

Nord- och Sydamerika:
- Basinkomst i Kanada
- Basinkomst i Brasilien